# Gyroplane-Laboratoire
Der Gyroplane-Laboratoire gilt als erster praktisch einsetzbarer Hubschrauber der Welt.

## Geschichte
Der Franzose Louis Breguet hatte schon seit 1907 mit Drehflügelflugzeugen experimentiert, konzentrierte sich aber bis Ende der 1920er Jahre wieder auf Starrflügelflugzeuge. Ab 1929 jedoch meldete er eine Reihe von Patenten an, die die Flugstabilisierung von Drehflüglern behandelten.
1931 gründete er das Syndicat d’Etudes du Gyroplane, zusammen mit Rene Dorand als technischem Direktor. Ihr Ziel war die Entwicklung eines experimentellen Hubschraubers, der ‚Gyroplane-Laboratoire‘ genannt wurde.

## Konstruktion
Die Konstruktion bestand aus einem offenen Stahlrohrrahmen, in dem Motor, Tank, Steuerung und Pilot untergebracht waren, ergänzt um den Heckausleger für ein Sperrholz-Leitwerk. Das Landegestell war an breiten Auslegern montiert, neben dem Heckrad gab es zusätzlich vorn ein kleines Rad, um ein Aufsetzen bei der Landung zu vermeiden.
Der Antrieb erfolgte durch einen 240 PS starken Hispano Sternmotor, der über ein Getriebe die beiden gegenläufigen Rotoren antrieb, den unteren über eine Hohlwelle. Bei dieser als Koaxialrotor bekannten Bauweise gleichen sich die Drehmomente der Rotoren aus. Die beiden zweiblättrigen Rotoren aus Metall waren pfeilartig geformt. Einzigartig war zu dieser Zeit vor allem der Einsatz von zyklischer und kollektiver Blattverstellung, womit die Bewegung um die Nick-(Quer-) und Roll-(Längs-)Achsen sowie Steigen/Sinken gesteuert wurde (siehe Taumelscheibe).

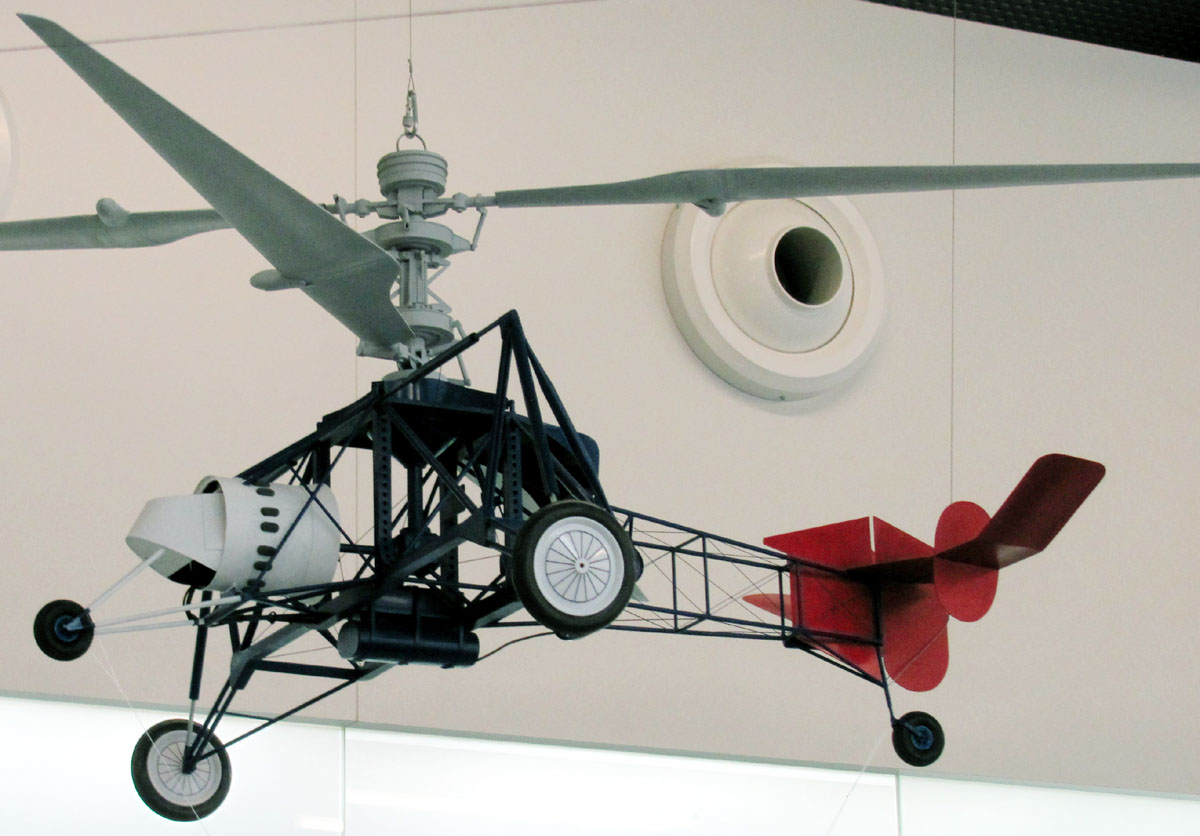
Modell des Hubschraubers von Breguet und Dorand aus dem Jahr 1935 im Hubschraubermuseum Bückeburg im Maßstab 1:11

## Flugeinsatz
Das Breguet-Dorand-Fluggerät wurde 1933 fertiggestellt, nach Bodenversuchen und einem Unfall fand der Erstflug am 26. Juni 1935 statt. Innerhalb kurzer Zeit erreichte der Pilot Maurice Claisse eine Reihe von Rekorden:
- 14. Dezember 1935: Kreisflug mit 500 m Durchmesser
- 26. September 1936: Höhe 158 m
- 24. November 1936: Dauerflug von 1:02:05 Stunden, Kreisflug 44 km bei 44,7 km/h
- Höchstgeschwindigkeit 120 km/h

Die große Beachtung, die der ein Jahr später geflogene autorotationsfähige Hubschrauber Focke-Wulf Fw 61 in Fachkreisen und der Öffentlichkeit erlangte, blieb dem Gyroplane-Laboratoire versagt. Bis zum Ausbruch des Zweiten Weltkriegs wurden weitere Experimente unternommen. Der einzige Prototyp wurde 1943 bei einem alliierten Luftangriff auf den Flugplatz Villacoublay zerstört.